# Abd al-Hajj al-Kist
Abd al-Hajj Mustafa al-Kist (arab. عبد الحي مصطفى القسط) – egipski zapaśnik walczący w stylu klasycznym. Mistrz Afryki w 1979. Czwarty w mistrzostwach śródziemnomorskich w 1979 roku.